# ويليام هاردام
عاش الرائد ويليام جيمس هاردام في الفترة من (31 يوليو 1876) إلى (13 أبريل 1928)، وقد حَصُل ويليام على جائزة «صليب فيكتوريا» من نيوزيلندا، «وهي أعلى جائزة في النظام البريطاني تُعطى لتكريم أفراد القوات المسلحة البريطانية وقوات الكومنولث» لبسالةِ الجنود في مواجهة العدو.
ولقد وُلدَ في مدينة ولينغتون، وكان هاردام حدادًا «أي يعمل في صناعة وتشكيل الحديد المطاوع والصلب»، وجنديًا بشكل جُزْئِيّ في مجموعات الميليشيا المحلية عندما تطوع للعمل مع القوات العسكريه النيوزيلنديه في حرب البوير. أُرسَل إلى الوحدة الرابعه عام (1900)، وكان على رأس دوريه في مدينة «ترانسفال» جنوب افريقيا عندما كان في كمين. حيث ركب لإنقاذ جندي جريح بينما كان تحت هجوم ناري كثيف، ولهذا السبب حَصُل علي جائزة «فيكتوريا كروس». وبعد خروجه من القوات العسكريه النيوزيلنديه في عام (1901)، عاد لفترة خدمه أخرى في حرب البوير، ولكنه لم يعد إلى جنوب افريقيا وأُرسَل بدلًا من ذلك إلى إنجلترا لحضور تتويج الملك «ادوارد السابع» والملكة «الكسندرا». ثم عاد إلى الحياه المدنيه، وأصبح يشارك بشكل متزايد في الشؤون الأداريه لرياضة «الرغبي»، ولكنه استمر أيضًا في خدمة مجموعات «الميليشيا». وعندما بدأت الحرب العالميه الأولى، تطوع للخدمه في الخارج مع قوات الحملة النيوزيلنديه وأٌرسَل إلى البنادق المحموله في «ولينغتون» كنقيب. لكنه أُصِيبَ خلال حملة «غاليبولي»، فتم إعادتُه إلى نيوزيلندا. وعند الشفاء تم تعيينه قائدًا لمستشفى «الملكة ماري» في «هانمير سبرينغز»، ولكنه رغب في العودة إلي قوات الحملة النيوزيلنديه، وسرعان ما عاد إلى الجيش الفلسطيني، وانتهى به المطاف إلى فلسطين. ولكن صحتهُ أصبحت ضعيفه وأثرت على ما تبقى من خدمته في القوات المسلحة. فخرج من نيوزيلندا بعد الحرب، وبعد ذلك عمل في صحيفه في وزاره الأشغال العامه وكذلك المشاركة في شؤون المحاربين القدامى.
ولقد تُوفِيَ عام (1928) عن سن 51.

## بداية حياته
وُلدَ هاردام في 31 يوليو 1876، وهو ابن جورج هاردام، كان عاملاً، وتزوج من «آن هاردام» (ني غريغوري). وقد تلقى تعليمه في ويلينغتون، وهى مدينة ولادته، وعندما أكملَ دراسته، حصلَ على عمل كحداد. وقد كان رياضيًا، حيث مارس رياضة الرغبي في نادي بتون لرياضة الرغبي، وقام ايضًا بتمثيل ولينغتون في هذه الرياضة. حيث أنه في نهاية المطاف لعب 53 مباره للمقاطعه. وقد بدأت مسيرته العسكريه في عام 1894، عندما إلتحق بالمدفعية البحريه في ولينغتون، وهي وحده ميليشيا بشكل جزئي، تعمل مع شركه بتون.

## جنوب إفريقيا
وخلال حرب البوير الثانية، عرضت حكومة نيوزيلندا على البريطانيين وحده مركبه من القوات العسكريه النيوزيلنديه للخدمه أثناء الحرب في جنوب إفريقيا. وقد كان المتطوعون كثيرين، وبحلول عام 1900 كانت وحدتان قد غادرتا بالفعل للحرب. وكان هاردام من بين الذين تطوعوا وتم تعيينه على الفرقة الرابعه النيوزيلنديه كرقيب أول. وعند الهبوط في شرق إفريقيا البرتغاليه في أبريل 1900، تم نشر الوحدة الرابعه، الملقبه ب «الفرسان القُسَاة»، كجزء من القوه الميدانيه «روديسي» حول «مافكينج». وبصرف النظرة عن العمل الموجز في «اوتوهوب» في أغسطس، قضى «الفرسان القاسيين» معظم حروبهم مشتركين في حرب الفدائيين، ومطاردة مجموعات البوير.
وفي 28 يناير 1901، كان هاردام على رأس دوريه في «ترانسفال» عندما وقع في كمين من قبل 20 فردًا من البوير. وعلى الرغم من أن الدوريه تمكنت من الانسحاب، فقد جُرحَ جندي وأُصيب جواده بطلق ناري من تحته. وعند رؤية هذا، سارع هاردام لمساعدته وانقذه بينما كان تحت إطلاق ناري كثيف.
ونسبةً لتصرفاته الشجاعة، أوصى الجنرال "هربرت كيتشنر" قائد القوات البريطانيه في جنوب إفريقيا بشأن هاردام للحصول علي جائزة "صليب فيكتوريا"، وعلى الرغم من أن القائد المحلي الجنرال "ايان هاملتون" أعرب عن اقتناعه بأن "وسام السلوك المتميز" هو شكل أكثر ملاءمه للاعتراف بشجاعته. إلا أن القائد التنفيذي للجيش البريطاني المارشال الميداني" ايرل روبرتس" اتفق مع "كيتشنر" وتمت الموافقة على ترشيحه لجائزة "صليب فيكتوريا، وفيما يلي نص الاستشهاد بالاتفاقية المتعلقه بالجائزة، وهو أول حكم يمنح لنيوزيلندي من وحدات القوات العسكرية النيوزيلنديه العامله في الخارج، حيث: